# Memphis Grizzlies 2011-2012
La stagione 2011-12 dei Memphis Grizzlies fu la 17ª nella NBA per la franchigia.
I Memphis Grizzlies arrivarono secondi nella Southwest Division della Western Conference con un record di 41-25. Nei play-off persero al primo turno con i Los Angeles Clippers (4-3).

## Draft
| Giro | Scelta | Giocatore  | Ruolo | Naz.                   | Università/Squadra |
| ---- | ------ | ---------- | ----- | ---------------------- | ------------------ |
| 2    | 49     | Josh Selby | P     | Stati Uniti (bandiera) | Kansas Jayhawks    |

## Roster
| N° | Naz.                   | Ruolo | Sportivo          | Anno | Alt. | Peso |
| -- | ---------------------- | ----- | ----------------- | ---- | ---- | ---- |
| 1  | Stati Uniti (bandiera) | G     | Jeremy Pargo      | 1986 | 188  | 99   |
| 2  | Stati Uniti (bandiera) | G     | Josh Selby        | 1991 | 188  | 83   |
| 3  | Stati Uniti (bandiera) | A     | Brian Skinner     | 1976 | 206  | 116  |
| 4  | Stati Uniti (bandiera) | A     | Sam Young         | 1985 | 198  | 100  |
| 5  | Stati Uniti (bandiera) | A     | Marreese Speights | 1987 | 208  | 111  |
| 9  | Stati Uniti (bandiera) | G     | Tony Allen        | 1982 | 193  | 97   |
| 10 | Stati Uniti (bandiera) | G     | Gilbert Arenas    | 1982 | 191  | 87   |
| 11 | Stati Uniti (bandiera) | G     | Mike Conley       | 1987 | 185  | 82   |
| 14 | Stati Uniti (bandiera) | G     | Lester Hudson     | 1984 | 191  | 86   |
| 15 | Iran (bandiera)        | C     | Hamed Haddadi     | 1985 | 218  | 115  |
| 18 | Stati Uniti (bandiera) | A     | Josh Davis        | 1980 | 203  | 107  |
| 20 | Stati Uniti (bandiera) | GA    | Quincy Pondexter  | 1988 | 198  | 102  |
| 22 | Stati Uniti (bandiera) | A     | Rudy Gay          | 1986 | 206  | 100  |
| 32 | Stati Uniti (bandiera) | G     | O.J. Mayo         | 1987 | 193  | 95   |
| 33 | Spagna (bandiera)      | C     | Marc Gasol        | 1985 | 216  | 120  |
| 44 | Stati Uniti (bandiera) | A     | Dante Cunningham  | 1987 | 203  | 104  |
| 50 | Stati Uniti (bandiera) | A     | Zach Randolph     | 1981 | 206  | 115  |

## Staff tecnico
- Allenatore: Lionel Hollins
- Vice-allenatori: Henry Bibby, Dave Joerger, Barry Hecker, Bob Thornton
- Vice-allenatore per lo sviluppo dei giocatori: Lloyd Pierce
- Preparatore fisico: Kelly Lambert
- Preparatore atletico:  Drew Graham
- Assistente preparatore:  Jim Scholler

## Classifiche

### Western Conference
| Pos                 | Squadra             | V  | P  | PCT  | GB   | PG |
| ------------------- | ------------------- | -- | -- | ---- | ---- | -- |
| 1.                  | San Antonio Spurs*  | 50 | 16 | .758 | -    | 66 |
| 2.                  | Oklahoma Thunder*   | 47 | 19 | .712 | 3.0  | 66 |
| 3.                  | L.A. Lakers*        | 41 | 25 | .621 | 9.0  | 66 |
| 4.                  | Memphis Grizzlies   | 41 | 25 | .621 | 9.0  | 66 |
| 5.                  | L.A. Clippers       | 40 | 26 | .606 | 10.0 | 66 |
| 6.                  | Denver Nuggets      | 38 | 28 | .576 | 12.0 | 66 |
| 7.                  | Dallas Mavericks    | 36 | 30 | .545 | 14.0 | 66 |
| 8.                  | Utah Jazz           | 36 | 30 | .545 | 14.0 | 66 |
| Escluse dai playoff |                     |    |    |      |      |    |
| 9.                  | Houston Rockets     | 34 | 32 | .515 | 16.0 | 66 |
| 10.                 | Phoenix Suns        | 33 | 33 | .500 | 17.0 | 66 |
| 11.                 | Portland T. Blazers | 28 | 38 | .424 | 22.0 | 66 |
| 12.                 | Minnesota T'wolves  | 26 | 40 | .394 | 24.0 | 66 |
| 13.                 | G.S. Warriors       | 23 | 43 | .348 | 27.0 | 66 |
| 14.                 | Sacramento Kings    | 22 | 44 | .333 | 28.0 | 66 |
| 15.                 | N.O. Hornets        | 21 | 45 | .318 | 29.0 | 66 |